# Robert Charles Wilson

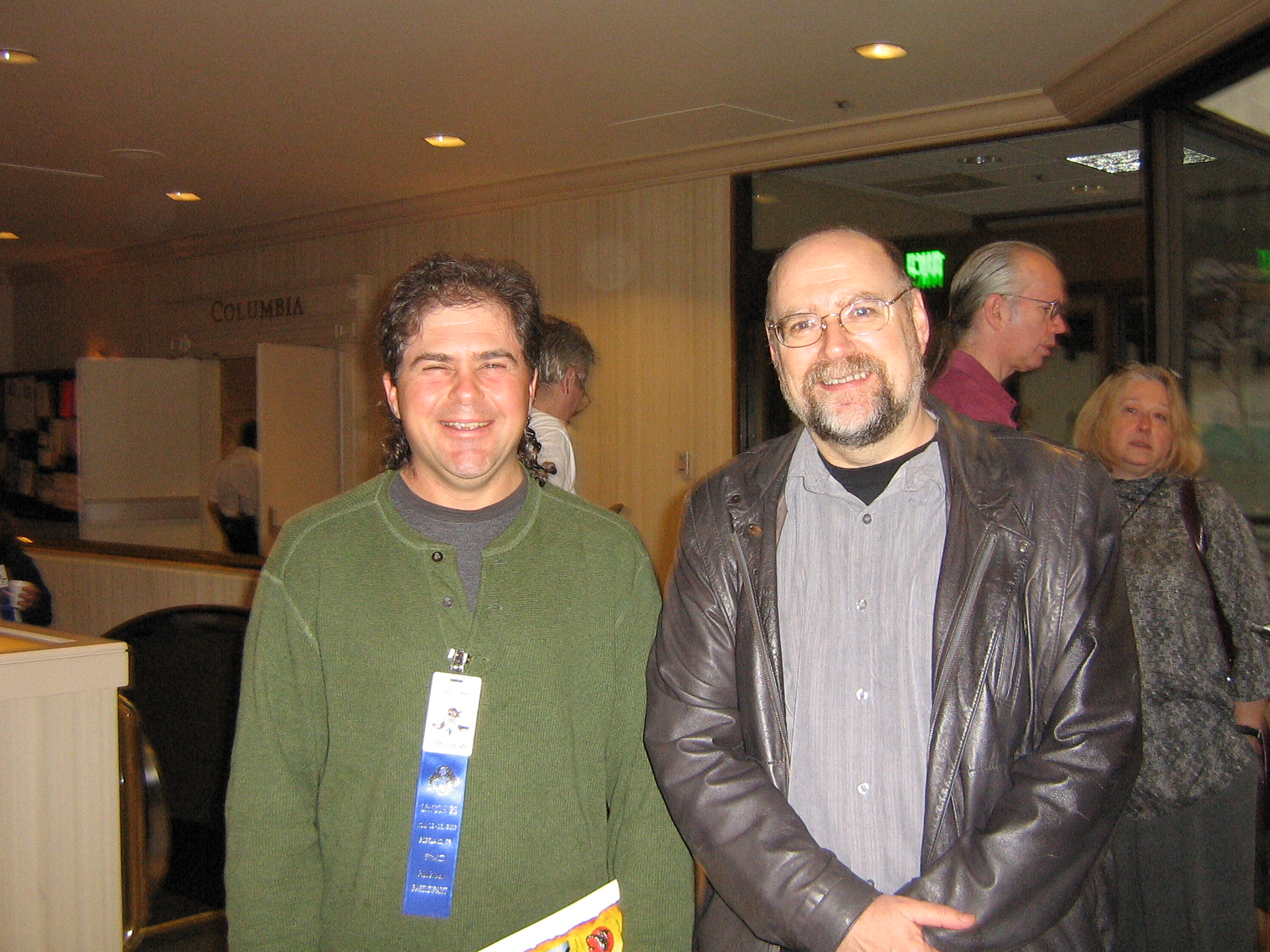
Robert Charles Wilson met een fan in 2007

Robert Charles Wilson (Californië, 1953) is een Canadese schrijver van sciencefiction. Wilson groeide vanaf zijn negende jaar op in Canada. 
Met zijn romans heeft hij meerdere SF-prijzen gewonnen, waaronder de Philip K. Dick Award in 1994 voor Mysterium, de John W. Campbell Memorial Award in 2002 met The Chronoliths en de Hugo Award van 2006 voor Spin.

## Werken

### Romans
- A Hidden Place (1986)
- Memory Wire (1987)
- Gypsies (1988)
- The Divide (1990)
- A Bridge of Years (1991)
- The Harvest (1992)
- Mysterium (1994)
- Darwinia (1998)
- Bios (1999)
- The Chronoliths (2001)
- Blind Lake (2003)
- Magic Time: Ghostlands (2004 met Marc Scott Zicree)
- Spin (2005)
- Julian: A Christmas Story (2006)
- Axis (2007 - vervolg op Spin)
- Julian Comstock: A Story of 22nd-Century America (2009)

### Korte verhalen
- The Perseids